# Slaget ved Chesapeake
Slaget ved Chesapeake' eller Slaget ved Virginia Capes var et afgørende søslag i den amerikanske uafhængighedskrig ved mundingen af Chesapeake Bay den 5. september 1781 mellem en britisk flåde ledet af kontreadmiral Thomas Graves og en fransk flåde ledet af kontreadmiral François Joseph Paul de Grasse. Det var det eneste betydelige nederlag for Royal Navy i det 18. og 19. århundrede.
Den franske sejr forhindredet den britiske marine i at forsyne general Charles Cornwallis ved Yorktown i Virginia med nye styrker. Den sikrede forsyningen af styrker og forsyninger fra New York til George Washingtons styrker gennem Chesapeake Bay. Resultatet var at Cornwallis overgav sig i belejringen af Yorktown, og Storbritannien anerkendte senere uafhængigheden af Amerikas Forenede Stater.

## Yderligere informationer
- Allen, Joseph Battles of the British Navy, Bohn (1852) page 322, via Google Books- accessed 2008-01-06